# Aase Nordmo Løvberg
Aase Nordmo Løvberg, född 10 juni 1923 i Målselv, Troms, död 25 januari 2013 i Lillehammer, var en norsk operasångerska,  sopran. 
Løvberg debuterade i Oslo 1948. Mellan 1952 och 1970 bodde hon i Stockholm, dock med några korta undantag när hon verkade på Wiens Statsopera och Metropolitan i New York. Under åren i Stockholm var hon en av de främsta i sitt fack vid Kungliga teatern, bl.a. en mycket uppskattad Sieglinde i Wagners Die Walküre och Amelia i Verdis Maskeradbalen.  Hon har även sjungit i Bayreuth.
Aase Nordmo Løvberg har varit professor vid Norges musikkhøgskole och chef för Den Norske Opera. Vid sin död bodde hon i Lillehammer. Hon var kommendör av Sankt Olavs Orden och belönades med Gammleng-prisen i veteranklassen 2000.

## Diskografi (Urval)
- Elsa i Wagners Lohengrin. Bayreuth 1960. Dir. L. Maazel. Golden Melodram GM 1-0072 (3 CD).
- Aase Nordmo Løvberg. Wagner, Giordano, Poncchielli, Mozart, R. Strauss, Verdi, Puccini. SIMAX PCS 1803. 2003.
- Elsa i Wagners Lohengrin. Royal Opera House, Stockholm. Live 1966-01-29. Dir. S. Varviso. Ponto PO-1011. (3 CD).
- Sieglinde i Wagners Die Walküre. Royal Opera House, Stockholm. Inspelad live 1955 och 1956. Caprice CAP 21765. (3 CD).
- Aase Nordmo Lövberg sings Grieg, Alnæs, Groven, Sjögren, Rangström, Sibelius. Robert Levin, piano. Odeon MOAK 1002.
- Sopransolist i Beethovens nionde symfoni, dir. O. Klemperer. EMI. LIBRIS-ID:11848646.
- Mascagni, Cavalleria rusticana. Opera in one act. Leoncavalli, Pagliacci. Opera in a prologue and two acts. Jussi Björling m. fl. Royal Opera House, Stockholm. Publ. 2000. Bluebell (2 CD). LIBRIS-ID:11860406.
- Verdi, Il trovatore. Puccini; Manon Lescaut. Jussi Björling m.fl. Royal Opera House, Stockholm. Publ. 2000. Caprice CAP 22051. (2 CD).
- Eva i Wagners Mästersångarna i Nürnberg. Med Otto Edelmann, Regina Resnik m.fl. Metropolitan Opera House. Dir. Karl Böhm. 1959. Walhall WLCD 0303. (4 CD).

Kommentar: Sångerskan har spelat in flera LP på EMI. Tyvärr har dessa ännu inte återutgivits på CD.